# Замечательные люди Прикамья
«Замечательные люди Прикамья» — серия книг с популярными биографиями учёных, инженеров, архитекторов, военных, революционеров и других известных людей, связанных своей деятельностью с Пермью и Пермской областью. Серию выпускало Пермское книжное издательство с 1957 по 1991 год. Ещё три книги (автор И. П. Гурин) вышли в 2000, 2004 и 2005 году. В 2018 году вышли ещё пять книг (авт. Шевчук В. В. и в соавторстве с Аникиным В. М.), в 2019 году — одна книга.
На данный момент выявлено 58 изданий.

## Список книг серии (по авторам)
- Аликина Н. А. Анатолий Семченко. (1877—1942). — Пермь: Кн. изд-во, 1964. — 76 с.
- Аликина Н. А. Большевик Михаил Туркин. (1887—1947). — Пермь: Кн. изд-во, 1957. — 60 с.
- Аликина Н. А. Инженер-коммунист Александр Кузьмин. — Пермь: Кн. изд-во, 1959. — 71 с.
- Аникин В. М., Шевчук В. В. Кармилов Владимир Иванович (выдающийся физик-магнитчик).- Пермь: Изд-во «Гармония», 2018.- 71 с.
- Бабушкин В. С. Врач Е. П. Серебренникова. — Пермь: Кн. изд-во, 1957. — 48 с.
- Бабушкин В. С. Профессор П. И. Чистяков. — Пермь: Кн. изд-во, 1962. — 94 с.
- Будрина А. Г., Поликарпова Г. А. Дело всей жизни Архивная копия от 5 ноября 2013 на Wayback Machine: Искусствовед Н. Н. Серебренников (1900—1966). — Пермь: Кн. изд-во, 1970. — 94 с.
- Варзаков В. Н. Железный комдив. (О генерале Г. Н. Микушеве). — Пермь: Кн. изд-во, 1968. — 147 с.
- Вишневский Б. Н. Путешественник Кирилл Хлебников. — Пермь: Кн. изд-во, 1957. — 60 с.
- Власова О. М. Художник П. И. Субботин-Пермяк. — Пермь: Кн. изд-во, 1990. — 116 с.
- Гинц С. Поэт Владислав Занадворов (1914—1942). — Пермь: Кн. изд-во, 1963. — 69 с.
- Грин Б. Генеральный конструктор А. Д. Швецов. — Пермь: Кн. изд-во, 1964. — 104 с.
- Гурин И. П. Жил-был кудесник. — Пермь, 2005. — 190 с.
- Гурин И. П. Против течения: (Учёный Евгений Дмитриевич Аликин). — Пермь, 2000. — 184 с.
- Гурин И. П. Свет погасшей звезды. (С. Л. Краснопёров). — Пермь: Издательско-полиграфический комплекс «Звезда», 2004. — 172 с.
- Дубилет Н. И. Капитан Пирожков. (1874—1948). — Пермь: Кн. изд-во, 1958. — 47 с.
- Ефремов И. В. Подвижник народной культуры А. Д. Городцов. — Пермь: Кн. изд-во, 1983. — 104 с.
- Зуева О. В. Географ В. А. Кондаков. — Пермь: Кн. изд-во, 1977. — 56 с.
- Исхаков В. М. Мулланур Вахитов. — Пермь: Кн. изд-во, 1958. — 56 с.
- Исхаков В. М. Хусаин Мавлютов. — Пермь: Кн. изд-во, 1961. — 36 с.
- Колчанова З. Н. Профессор А. П. Никольский. (1902—1964). — Пермь: Кн. изд-во, 1987. — 74 с.
- Кондауров И. А. Лев Шатров — вожак молодежи. — Пермь: Кн. изд-во, 1960. — 31 с.
- Коновалов И. Ф. Командир бронепоезда Иван Деменев. — Пермь: Кн. изд-во, 1960. — 27 с.
- Лукьянова Е. Александр Борчанинов. (1884—1932). — Пермь: Кн. изд-во, 1957. — 72 с.
- Максаров Н. В. Сын партии Георгий Жданов. — Пермь: Кн. изд-во, 1964. — 66 с.
- Мартынов М. Н. Пугачевский атаман Иван Белобородов. — Пермь: Кн. изд-во, 1958. — 60 с.
- Мокроусов С. И. Герой Советского Союза Борис Пирожков. (Летчик-истребитель). — Пермь: Кн. изд-во, 1959. — 56 с.
- Мухин В. В. Ермак Тимофеевич. — Пермь: Кн. изд-во, 1957. — 46 с.
- Мялицын И. А. Генерал Рубцов. — Пермь: Кн. изд-во, 1981. — 111 с.
- Мялицын И. А. Танки вел Алексеев. — Пермь: Кн. изд-во, 1978. — 115 с.
- Никитин А. Г. Директор народных училищ А. П. Раменский. (1845—1928). — Пермь: Кн. изд-во, 1965. — 74 с.
- Никитин А. Г. Первый депутат пермских рабочих А. А. Шпагин. — Пермь: Кн. изд-во, 1986. — 142 с.
- Николаев С. Ф. Доктор ботаники А. Г. Генкель. — Пермь: Кн. изд-во, 1959. — 64 с.
- Николаев С. Ф. Испытатель природы Павел Васильевич Сюзев. — Пермь: Кн. изд-во, 1958. — 56 с.
- Николаев С. Ф. Натуралист С. Л. Ушков. — Пермь: Кн. изд-во, 1963. — 42 с.
- Николаев С. Ф. Учёный-агроном В. Н. Варгин. — Пермь: Кн. изд-во, 1966. — 70 с.
- Николаев С. Ф. Хранители леса: Александр Ефимович и Фёдор Александрович Теплоуховы. — Пермь: Кн. изд-во, 1957. — 48 с.
- Подвижники культуры Серебренниковы: Сборник. — Пермь: Кн. изд-во, 1991. — 250 с.
- Попов В. Ф. Рабочий командир Василий Сивилев. — Пермь: Кн. изд-во, 1963. — 71 с.
- Рабинович Р. И. Опальный миллионер. (О Н. В. Мешкове, инициаторе создания Пермского университета) — Пермь: Кн. изд-во, 1990. — 160 с.
- Рафиенко Л. С. Горный инженер Н. В. Воронцов. — Пермь: Кн. изд-во, 1988. — 128, [16] с.
- Рябинин Б. С. К. В. Рождественская — писатель и редактор. — Пермь: Кн. изд-во, 1988. — 166 с.
- Селезнева В. Т. Штабс-лекарь И. В. Протасов. — Пермь: Кн. изд-во, 1962. — 38 с.
- Сёмин Г. И. Герой гражданской войны Иван Назукин. (1892—1920). — Пермь: Кн. изд-во, 1962. — 61 с.
- Субботина И. П. Художник Субботин-Пермяк. — Пермь: Кн. изд-во, 1959. — 48 с.
- Терехин А. С. Архитектор Андрей Воронихин. — Пермь: Кн. изд-во, 1968. — 66 с.
- Тиунов Г. З. Комсомолец Иван Раксин. — Пермь: Кн. изд-во, 1959. — 52 с.
- Хаунен Н. А. Революционер-подпольщик Сергей Черепанов. — Пермь: Кн. изд-во, 1967. — 92 с.
- Черданцев И. К. Красный орел Архивная копия от 5 марта 2016 на Wayback Machine: Герой гражданской войны Филипп Акулов. — Пермь: Кн. изд-во, 1972. — 131 с.
- Чикуров Н. Комбриг П. Деткин. (1886—1943). — Пермь: Кн. изд-во, 1971. — 48 с.
- Шарипов А. А. Генерал Крисанов. — Пермь: Кн. изд-во, 1963. — 52 с.
- Шарц А. К. Николай Гаврилович Славянов. — Пермь: Кн. изд-во, 1965. — 64 c.
- Шарц А. К. Первооткрыватель калия Н. П. Рязанцев. — Пермь: Кн. изд-во, 1957. — 32 с.
- Шарц А. К. Академик архитектуры И. И. Свиязев. (1797—1874). — Пермь: Кн. изд-во, 1959. — 28 с.
- Шарц А. К. Первооткрыватель угля М. И. Югов. (1760—1797). — Пермь: Кн. изд-во, 1958. — 24 с.
- Шевчук В. В. Селезнёва Валентина Трофимовна — выдающийся деятель медицины Урала.- Пермь, 2018.- 29 с.
- Шевчук В. В. Гордость Пермской медицинской школы: биографический справочник-некрополь. в 4 томах. Т.1-4.-Пермь: Изд-во "Гармония, 2018, 2020.- 135 с.; 157 с.; 142 с.; 158 с.
- Шевчук В. В. Белов Валентин Александрович (врач, педагог, учёный). Пермь, Изд-во «Гармония», 2019.- 24 с.

## Статистика выхода книг серии по годам
| - 1957 — 7 - 1958 — 5 - 1959 — 6 - 1960 — 2 - 1961 — 1 - 1962 — 3 - 1963 — 4 - 1964 — 3 - 1965 — 2 - 1966 — 1 - 1967 — 1 - 1968 — 2 - 1969 — 0 - 1970 — 1 - 1971 — 1 - 1972 — 1 - 1973 — 0 - 1974 — 0 - 1975 — 0 | - 1976 — 0 - 1977 — 1 - 1978 — 1 - 1979 — 0 - 1980 — 0 - 1981 — 1 - 1982 — 0 - 1983 — 1 - 1984 — 0 - 1985 — 0 - 1986 — 1 - 1987 — 1 - 1988 — 2 - 1989 — 0 - 1990 — 2 - 1991 — 1 - 2000 — 1 - 2004 — 1 - 2005 — 1 |